# Feliks Hortyński
Feliks Hortyński (ur. 19 maja 1869 w Krakowie, zm. 29 września 1927 tamże) – jezuita, biolog, matematyk i filozof, profesor psychologii i fizyki na Wydziale Filozoficznym Towarzystwa Jezusowego.

## Życiorys
Był synem Ludwika i Marii z domu Cengler. Po studiach w krakowskim Seminarium Duchownym został wyświęcony na kapłana 4 sierpnia 1892 i jako wikarego wysłano go do Wieliczki. Do Towarzystwa Jezusowego wstąpił 31 sierpnia 1893 w Starej Wsi. Po nowicjacie studiował w latach 1896-1900 matematykę i biologię na Uniwersytecie Jagiellońskim. W latach 1900–1902 uczył matematyki i fizyki w gimnazjum w Chyrowie, a następnie - w latach 1903-1904 oraz 1908-1913 - wykładał fizykę i psychologię na Wydziale Filozoficznym Jezuitów w Nowym Sączu.
W latach 1904–1908 oraz 1913-1927 pracował w Wydawnictwie Apostolstwa Modlitwy w Krakowie. Od 1914 pracował w Komisji Historii Nauk Matematyczno Przyrodniczych PAU. Współpracował z Przeglądem Powszechnym i redagował Wiadomości Katolickie. Chciał pogodzić teorię ewolucji z filozofią chrześcijańską.
Wybrane publikacje ks. F. Hortyńskiego:
- Życie w świetle nauki i Objawienia, Kraków 1929.[1]
- Z filozofii przyrody,  Kraków 1929.[2]
- Bóg i człowiek. Walka o światopoglądy, Kraków 1930.[3]

Napisał też wiele artykułów z nauk przyrodniczych i filozofii. Zainicjował i redagował tłumaczenia św. Tomasza z Akwinu (Summa contra gentiles, I cz. Summa theologica).